# Antonio de Torres

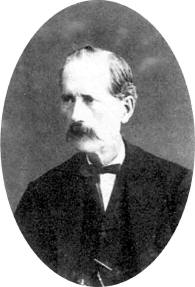
Antonio de Torres

Antonio de Torres Jurado, kurz Antonio Torres (* 13. Juni 1817 in La Cañada de San Urbano (heute ein Stadtviertel von Almería); † 19. November 1892 ebenda), war ein spanischer Gitarrenbauer. Antonio de Torres gilt als Erneuerer des spanischen Gitarrenbaus.

## Leben
Antonio de Torres’ Vater, Juan Ramón de Torres García, war Steuereinnehmer des Distriktes Almería. Über Torres’ Mutter, María del Carmen Jurado, ist nichts bekannt. Zu der Zeit, als Torres geboren wurde, war La Cañada eine Landgemeinde mit einer Bevölkerung von etwa hundert Familien, hauptsächlich Bauern und Hirten. Über die Kindheitsjahre Torres’ in La Cañada ist nichts Näheres bekannt. Als 1833 die Karlistenkriege ausbrachen, wurde er zur Armee einberufen. Nach Briefen seines Vaters, Torres leide an chronischen Bauchschmerzen, wurde er am 11. September 1834 vom Militärdienst befreit. Interessanterweise steht in Torres’ Akte aber, dass er wegen Beschwerden in der Brust entlastet wurde.
Seit 1834 lebte Torres mit seinen Eltern in Vera. Dort heiratete er 1835 seine erste Frau, die 13 Jahre alte Juana María López aus Vera. In Vera lernte Torres das Tischlerhandwerk und wurde 1837 als ausgebildeter Tischler von der örtlichen Schreinerinnung zugelassen. 1836 erfolgte die Geburt von Torres’ erstem Kind, María Dolores. Torres musste in dieser Zeit Abgaben für den Krieg leisten, seine Steuern bezahlen, Beiträge zur Schreinerinnung leisten, sein Haus abbezahlen, die Versorgung der Gemeinde mit Salz und Gerätschaften sowie Instrumente wie Trommeln und Trompeten für die Stadt mitfinanzieren, was zu seiner Verschuldung führte. 1839 beschlossen die Behörden, die Schulden durch Pfändung einzutreiben. Kurz darauf wurde Torres’ zweite Tochter, Josefa María geboren, die aber bereits 1842 starb; seine dritte Tochter, ebenfalls mit dem Namen Josefa María, starb im selben Jahr wenige Monate nach ihrer Geburt. 1845 später starb auch seine Frau im Alter von 23 Jahren an Tuberkulose. Nach dem Tod seiner Frau ließ Torres seine einzige noch lebende Tochter bei seinen Schwiegereltern zurück und zog nach Sevilla. Dort bot sich ihm eine große Auswahl an Arbeitsstellen. Neben sechs Werkstätten für Gitarrenbau gab es in Sevilla über siebzig Schreiner- und Tischlerwerkstätten, mehrere Stuhlmacher und andere holzbearbeitende Werkstätten.
Seine erste Gitarre baute Torres zwischen 1836 und 1842 in Granada. Das genaue Jahr kann nicht bestimmt werden; in einem Brief von Juan Martínez Sirvent, einem guten Freund Torres’, an Francísco Rodríguez Torres, steht lediglich: „[…] bald nachdem er (Antonio de Torres) Vater geworden war, ging er nach Granada und baute dort seine erste Gitarre […]“ 1845 zog Torres nach Sevilla und arbeitete außerdem noch als Tischler in Vera. Gitarren baute er in Sevilla zunächst nur gelegentlich; nachdem der Konzertkünstler Julián Arcas eine solche gespielt hatte, riet er Torres, Vollzeit-Gitarrenbauer zu werden. Gegen 1856 bezog Torres eine neue Werkstatt, in welcher er nur noch Gitarren baute. Er produzierte Gitarren für den normalen Verkauf, aber gleichzeitig auch mit großer Sorgfalt eine Gitarre mit, nach Juan Martínez Sirvent, „Boden und Zargen aus Zypressenholz, dem Hals aus Cedro, einem Ebenholzgriffbrett, Mechaniken und einer ausgebluteten Decke, einfachen Einlagen, einer breiten Rosette und Tornavoz.“ Diese Gitarre nannte Torres „La Leona“ (FE 04), sie ist wegen ihres Klanges auch heute noch sehr beliebt. In den Jahren 1856 bis 1864 baute Torres vier meisterhafte Gitarren: Nach „La Leona“ 1858 seine schönste Gitarre (FE 08), die an einer Ausstellung in Sevilla die Bronzemedaille gewann, 1859 eine Gitarre für Miguel Llobet, der diese während seiner gesamten Karriere spielte und 1864 die erste Gitarre für Francisco Tárrega.
Nach fast 25 Jahren in Sevilla, wo er auch seine zweite Frau geheiratet hatte, zog Torres wieder nach Almería und stellte dort den Gitarrenbau ein, da nach José L. Romanillos die bekannten Gitarristen dieser Zeit weitgehend Opfer des Desinteresses des Publikums wurden. In einer Zeit der wirtschaftlichen Depression in Spanien führte Torres in Almería ein Haushaltswarengeschäft. Ganz hatte Torres den Gitarrenbau aber nicht aufgegeben, und während sein Geschäft gut lief, bildete er einen jungen Gitarrenbauer aus. Bereits 1875 baute er die zweite Gitarre seiner zweiten Gitarrenbauperiode. Als seine zweite Frau 1883 starb, hatte Torres für die beiden Töchter zu sorgen und nahm daher den Gitarrenbau wieder auf. Mittlerweile war auch eine neue Generation Gitarristen herangewachsen, die seine Gitarren nachfragten. Nach neun weiteren arbeitsreichen Jahren starb Torres 1892 im Alter von 75 Jahren in Almería.

## Gitarren vor Torres

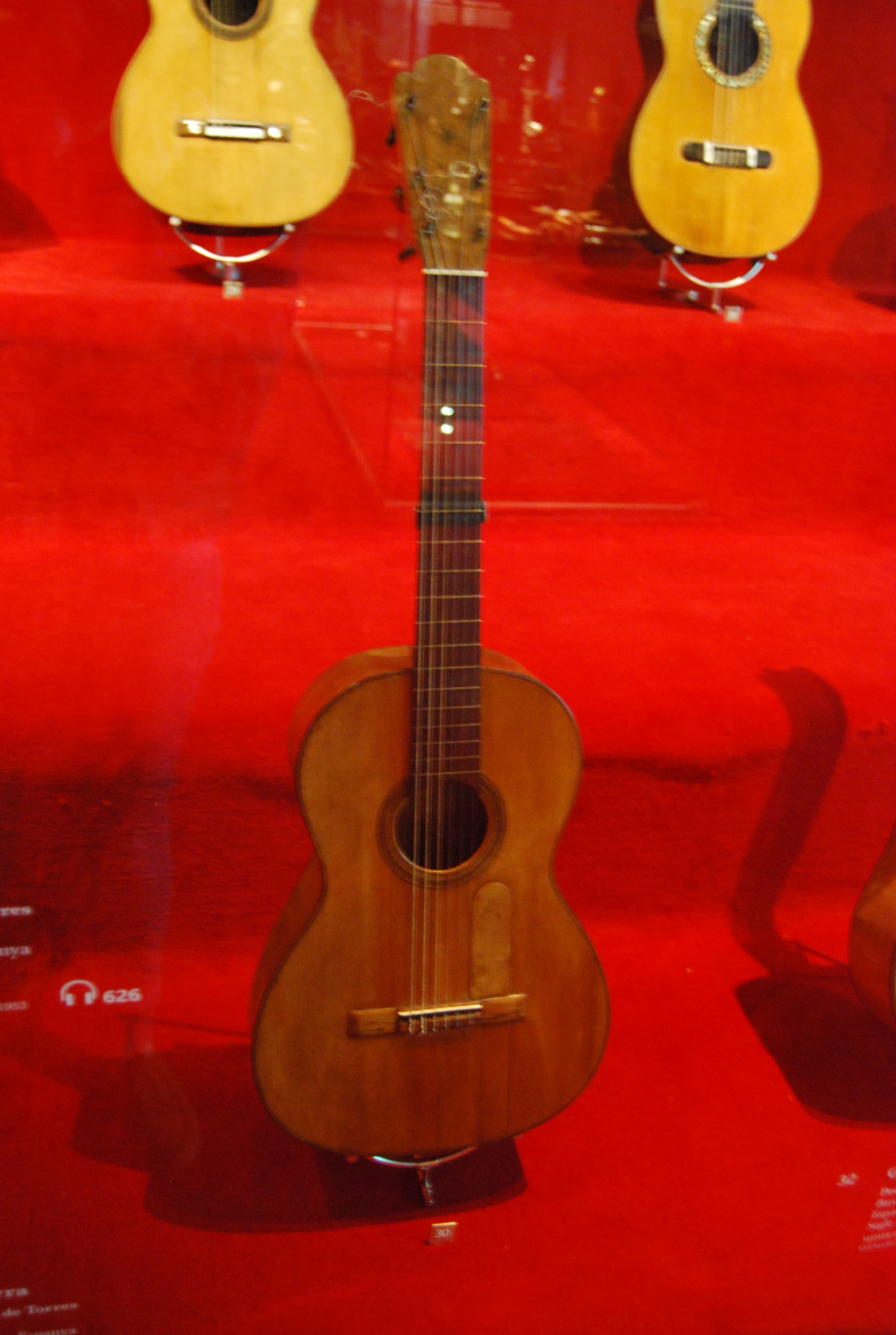
Torres-Gitarre im Musikmuseum von Barcelona

Die Biedermeiergitarren vor Torres’ erster Epoche sind anders als heutige Instrumente gebaut. Sie sind schmal, langgezogen, haben eine viel engere Taille und eine niedrigere Zargenhöhe. Im Gegensatz zu heutigen Konzertgitarren, bei denen die Saiten am Steg festgeknüpft werden, werden sie bei den Biedermeiergitarren mit Stiften in Löchern befestigt, die man in den Steg gebohrt hatte, wie es heute noch bei Westerngitarren üblich ist.
Wird eine Gitarrensaite angeschlagen, so werden ihre Schwingungen über den Steg auf dreifache Weise auf die Decke übertragen. Erstens schwingt der Steg und damit die Decke wie eine Lautsprechermembran. Zweitens schwingt der Steg wie eine Schaukel um die Mittelachse der Decke. Drittens schwingt der Steg um seine eigene Achse (vergleichbar einem Schiff, das ständig von Backbord nach Steuerbord schlingert). Bei den Biedermeiergitarren war die Decke lediglich mit Querleisten verstärkt, was für den Widerstand gegen den Saitenzug zwar sehr günstig, für die Übertragung der Saitenschwingungen aber ungünstig war. Außerdem gaben die Biedermeiergitarren durch ihre schmale Form den Basssaiten zu wenig Resonanzraum, wodurch die Höhen mehr zur Geltung kamen als die Bässe. Deshalb klingt eine Barock- oder Biedermeiergitarre leiser als die heutigen Konzertgitarren.

## Gründe für eine andere Bauweise der Gitarre
Das wachsende Interesse des Publikums an Gitarrenmusik und der Bau von großen Konzertsälen stellten Gitarristen und Gitarrenbauer vor neue Herausforderungen. Erwünscht war nun ein Instrument mit lauterem und tragfähigerem Klang. Antonio de Torres übernahm eine Reihe von Neuerungen von verschiedenen Gitarrenbauern, kombinierte sie und legte eine neue Korpusgröße fest.

## Die Torres-Gitarre
Die Torres-Gitarren werden heute in zwei Epochen eingeteilt, weil Torres in seinem Leben eine Pause einlegte, in der er keine Gitarren baute. Heute werden die Gitarren in die erste Epoche („FE“) und zweite Epoche („SE“) unterteilt.

### Material
Die meisten Gitarrenbauer beschränkten sich auf den Gebrauch einheimischer Hölzer. Für die für die Klangqualität entscheidende Decke des Korpus wurde meist Fichte benutzt. Antonio de Torres verwendete für seine Gitarren die verschiedensten Hölzer. Für die Decke verwendete er nur Europäische Fichte. Für die Zargen und den Boden verwendete er Palisander, Ahorn oder Zypresse. Für den Hals benutzte er Cedro-Holz, für das Griffbrett Ebenholz. Für den Steg Palisander und für die Verleistung wiederum Europäische Fichte.

### Maße
Das Neue, sozusagen das „Revolutionäre“ an Antonio de Torres’ Gitarren waren die Maße.
Berechnet man den Durchschnitt der Maße der Biedermeier-/Barockgitarren, die katalogisiert sind, erhält man folgende Werte:
(alle Werte in mm, außer Deckenfläche in cm²)
| Oberbug             | 243.20  |
| Zargenhöhe (Hals)   | 79.00   |
| Taille              | 189.80  |
| Zargenhöhe (Taille) | 76.00   |
| Unterbug            | 302.34  |
| Zargenhöhe (unten): | 93.52   |
| Korpuslänge         | 459.32  |
| Schallloch Ø        | 86.88   |
| Mensur              | 578.00  |
| Deckenfläche:       | 1085.29 |

Berechnet man den Durchschnitt der Maße aller in Romanillos Buch katalogisierten Torres-Gitarren, so erhält man folgende Werte:
(alle Werte in mm, außer Deckenfläche in cm²)
| Oberbug             | 259.11  |
| Zargenhöhe (Hals)   | 87.15   |
| Taille              | 219.78  |
| Zargenhöhe (Taille) | 89.25   |
| Unterbug            | 339.69  |
| Zargenhöhe (unten)  | 92.49   |
| Korpuslänge         | 471.33  |
| Schallloch Ø        | 83.85   |
| Mensur              | 647.80  |
| Deckenfläche        | 1235.16 |

Allerdings ist dabei zu beachten, dass auch Torres viel experimentiert hat mit verschiedenen Maßen, bis er die heute noch fast genau so verwendeten Maße als Standard verwendete. Als Mensur findet sich z. B. auch die Angabe 65,4 cm. Speziell wenn man die Durchschnittswerte mit den Maßen der La Leona vergleicht, die als Urtyp der modernen Gitarre gilt, fallen noch Unterschiede auf. Diese spielen aber keine große Rolle im Gegensatz zu den Unterschieden zwischen Biedermeier- und Torres-Gitarre.
Im Vergleich der Maße von Biedermeier- und Torres-Gitarre erkennt man, in welchen Bereichen Torres den Gitarrenbau veränderte. Heute gebaute Gitarren entsprechen im Wesentlichen den von Torres verwendeten Maßen mit nur geringen Abweichungen.
(alle Werte in mm, außer Deckenfläche in cm²)
|                     | Torres  | Biedermeier (Abweichung von Torres) |
| ------------------- | ------- | ----------------------------------- |
| Oberbug             | 259.11  | 15.91                               |
| Taille              | 219.78  | 30.00                               |
| Unterbug            | 339.69  | 37.35                               |
| Korpuslänge         | 471.33  | 12.01                               |
| Mensur              | 647.8   | 69.80                               |
| Zargenhöhe (Hals)   | 87.15   | 8.07                                |
| Zargenhöhe (Taille) | 89.25   | 13.25                               |
| Zargenhöhe (unten)  | 92.49   | 1.03                                |
| Schallloch Ø        | 83.85   | 3.03                                |
| Deckenfläche        | 1235.16 | 149.87                              |

### Konstruktionsmethoden
Da ein leichtes Instrument einfacher in Resonanz zu bringen ist als ein schweres, versuchte Torres, möglichst leichte Gitarren zu bauen. Obwohl seine Gitarren größer waren als jene anderer Gitarrenbauer, waren sie kaum schwerer. Torres verwendete sehr dünne Holzplatten (im Schnitt 2,5 mm an der dicksten Stelle) und musste deshalb dafür sorgen, dass die Decke der Saitenspannung standhielt.
Er übernahm dafür die von Pagés entwickelte Fächerbeleistung, verwendete aber eine größere Anzahl, in der Regel sieben zentrierte Fächerleisten mit zwei V-förmigen Abschlussleisten.
Um die Decke zu wölben, verwendete Torres eine „Solera“. Dies ist eine Platte, bei welcher die Wölbung ausgehöhlt ist. Sie ist also das Negativ zur Decke. Die Decke wird zusammen mit der Fächerverleistung solange in die Solera gedrückt, bis der Leim trocken ist und die Verleistung an der Decke hält.
Diese Variante des Verleimens der Verleistung hat zwei Vorteile. Erstens müssen die Leisten nicht der Wölbung der Decke angepasst werden, da sie gleich mitgepresst werden, zweitens ist es die statisch stabilere Lösung, weil die Leisten auf diese Weise der Zugkraft der Saiten entgegenwirken.
Sieben Fächerleisten verwendete Torres nur bei seinen besten Gitarren. Für seine einfacheren Gitarren beschränkte er sich auf fünf Fächerleisten.

### Klang
Der Klang der Torres-Gitarren lässt sich am besten mit Hilfe von Quellen aus der Zeit, als die Gitarren noch neu und unbekannt waren beschreiben.
So schrieb zum Beispiel die „Brighton Gazette“ am 30. Oktober 1862 nach einem Konzert von Julián Arcas auf einer Torres-Gitarre: „Die Gitarre ist in seinen Händen ein sprechendes Instrument, voller Stimmen und auch ein weinendes Instrument. Die tremolierenden Töne, die er hervorbringt, sind so flehend, dass man meinen könnte, sein Instrument wende sich ihm nur aus Barmherzigkeit zu.“ Der „Brighton Observer“ meinte in seiner Ausgabe vom 21. November 1862 sogar dass: „… der wahre Teufel selbst in die Gitarre gefahren ist und sich vergeblich bemüht, durch das Schallloch zu entkommen.“ Eine weitere sehr schöne Beschreibung des Klanges gibt auch der „Brighton Guardian“ am 29. Oktober 1862: „Manchmal war das Instrument vollklingend in der Resonanz; dann wiederum hatte es den tiefen Klang eines Kontrabasses; wiederum entsandte es harmonische Töne, die in ihrer Klarheit transparent erschienen …“ Die Torres-Gitarren klingen also voller und klarer, als es das Publikum damals gewohnt war. Außerdem verlieh der größere Korpus naturgemäß auch den Bässen mehr Klangfülle.

### La Leona
„La Leona“ (deutsch „Die Löwin“) war die vierte Gitarre, die Torres baute und die einzige, der er selbst einen Namen gegeben hat, was zeigt, wie stolz er auf dieses Instrument war.
Die Decke besteht aus Fichte, der Boden und die Zargen aus Zypresse. Der Steg ist – wie bei allen Torres-Gitarren – aus Rio-Palisander (Dalbergia nigra), der Boden ist aus drei Teilen gefertigt, mit Riopalisanderstreifen in den Fugen.
Die Gitarre besitzt ebenfalls einen „Tornavoz“, eine Konstruktion, die heute nicht mehr verwendet wird. Der Tornavoz ist ein Metalltrichter, der im Inneren der Gitarre unter dem Schallloch angebracht wurde. Er sollte die Schallwellen im Korpus bündeln und auf diese Weise einen lauteren Ton abstrahlen.
Nach dem Tod von Torres wurden viele Kopien von „La Leona“ gemacht, deshalb musste José L. Romanillos, der Biograph von Torres alle „Leonas“ überprüfen, um das Original herauszufinden, welches sich heute in der Sammlung von Erhard Hannen in Deutschland befindet.

## Nachfolger
Antonio de Torres hat eine ganze Schule spanischer Gitarrenbauer, darunter Vicente Arias (1833–1914), am erfolgreichsten Manuel Ramírez, Santos Hernández (1874–1943), Domingo Esteso (1882–1937) oder Marcelo Barbero (1904–1956), begründet.
Auch deutsche Gitarrenbauer wie Hermann Hauser oder Richard Jacob (genannt „Weißgerber“) wurden durch de Torres’ Instrumente, die unter anderem durch Konzertreisen von Miguel Llobet und Andrés Segovia nach Deutschland kamen, unmittelbar beeinflusst.